# Wirapuru
El término Güirapurú, Wirapuru, Vyra-purú o Uirapuru (en guaraní estándar, Guyrapuru), es el nombre con el que se designa a un ave brasileña, propia de la mitología del Amazonas.

## Leyenda
Según la leyenda, el canto de este pájaro trae bendiciones a quien lo escucha y es tan melodioso que los otros pájaros se callan para oírlo trinar. Sin embargo, ese canto sólo se oye de 9 a 12 días por año, cuando el Cyphorhinus arada construye su nido. Sólo canta durante 7 a 10 minutos, apaciguando a la ruidosa Selva amazónica.
Según otras leyendas, un hombre es transfigurado o transformado después de su muerte en Wira-Purú, y éste entona un trino de renacimiento verdadero para dejar un silencio misterioso y de inexplicable paz en la selva.
Otras historias mencionan que el hombre transfigurado es un enamorado cuya amada ya está casada con un cacique. Así que, para visitarla, el dios Tupá lo transformó en ave para que la visitara y le expresara con un canto su amor. Sin embargo, el cacique quiso atrapar el ave y Wirapurú se escondió después en la selva.